# اتحادیه جامدیا
اتحادیه جامدیا (به لاتین: Jamdia Union) یک منطقهٔ مسکونی در بنگلادش است که در Bagherpara Upazila واقع شده‌است.